# Stenopogon kherai
Stenopogon kherai là một loài ruồi trong họ Asilidae. Stenopogon kherai được Joseph & Parui miêu tả năm 1997. Loài này phân bố ở miền Ấn Độ - Mã Lai.